# 빌 아저씨의 과학 이야기
《빌 아저씨의 과학 이야기》(Bill Nye the Science Guy)는 시애틀의 KCTS-TV에서 제작하고 PBS에서 방영한 어린이 대상의 과학 교육 텔레비전 프로그램이다. 세 시즌으로 나누어 방영되었으며, 후속작으로 The Eyes of Nye가 방영된 바 있다. 미국 국립과학재단, 인텔, 보잉 등 과학기술 관련 단체와 기업의 후원을 받아 제작되었다.

## 대한민국 방송
대한민국에서는 시즌 1을 EBS TV에서 1998년에 더빙 방영하였다.

### 성우진
- 빌 아저씨(빌 나이): 배한성
- 해설: 구자형

## 같이 보기
- 칼 세이건